# HEC Paris
L'École des Hautes Études Commerciales de Paris ("Escola d'Estudis Superiors de Comerç de París", HEC Paris) és una "grande école" francesa. Creada el 1881, és gestionada per la Chambre de Commerce et d’Industrie de Paris.
Des de 1964, el campus es troba a Jouy-en-Josas, en el departament fracès d'Yvelines. L'escola també té un campus a Doha, HEC Paris in Qatar. Els programes de l'escola compten amb la triple acreditació atorgada per les associacions internacionals AMBA, EQUIS i AACSB.
La seva associació d'antics alumnes, HEC Alumni, és una de les xarxes socials més antigues del món.

## Històric

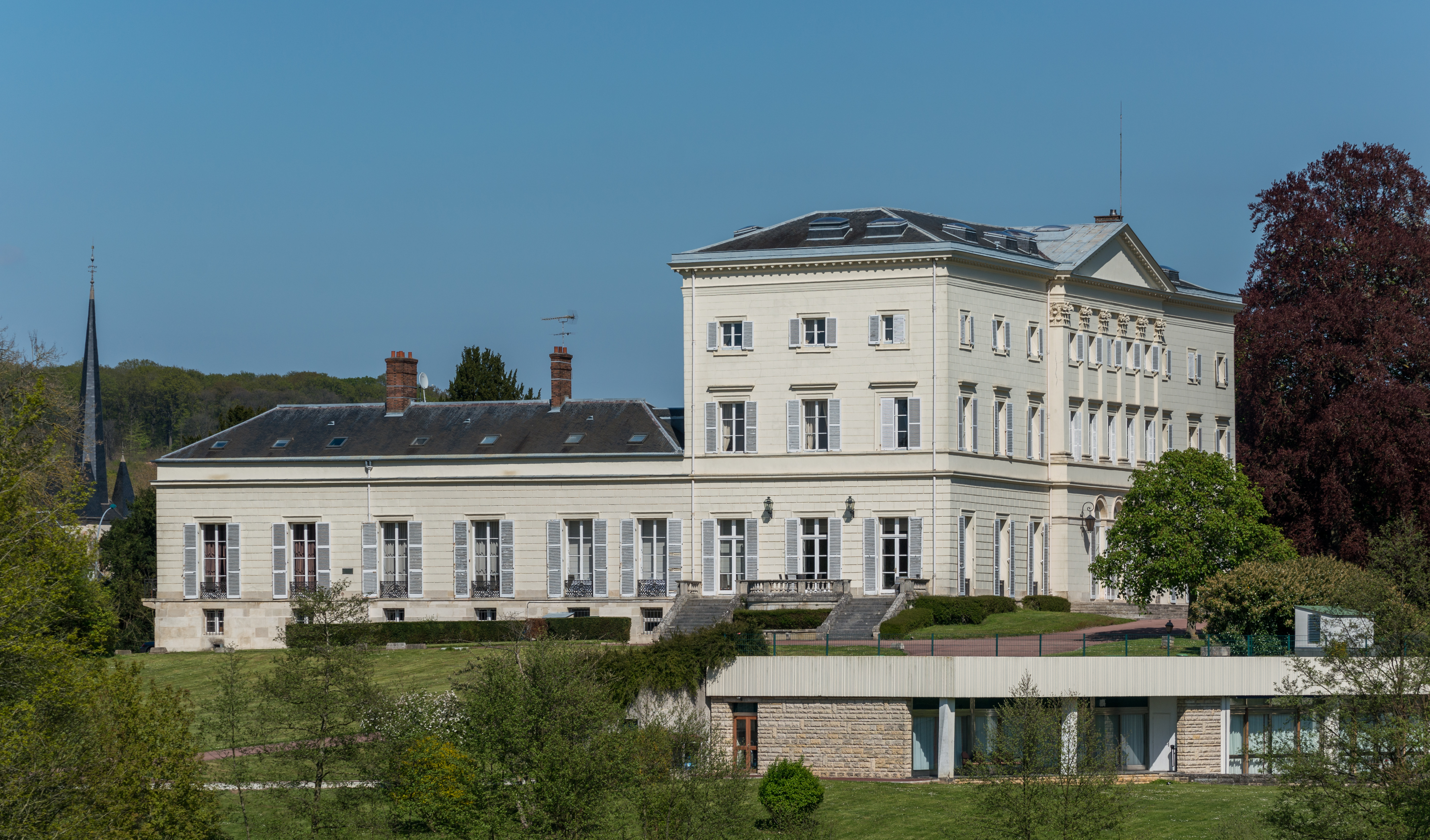
El castell HEC de Jouy-en-Josas, dedicat a l'educació executiva

Fundada el 1881 per Gustave Emmanuel Roy, president de la Cambra de Comerç de París (CCIP), amb 57 estudiants en la seva primera promoció, l' École des hautes études commerciales de Paris (HEC) pretenia ser als camps de la gestió i el comerç el que l' École Centrale de Paris era al camp de l'enginyeria.
El 1921, l'escola va introduir el mètode basat en casos de l'Escola de Negocis Harvard, però la majoria de les classes van continuar sent teòriques. El 1938, el programa de la HEC es va allargar a 3 anys.
A causa de la demanda de les corporacions franceses d'una educació en gestió a l'estil nord-americà, a finals de la dècada de 1950, es va generalitzar el mètode basat en casos i es va crear una classe préparatoire d'un any per preparar l'examen d'ingrés havia tornat més difícil. Com a resultat, només el 9% dels estudiants de la HEC havien assistit a la universitat el 1959, mentre que el 1929 ho havien fet el 47%.
El 1964, el president francès Charles de Gaulle va inaugurar un nou campus arbrat de 250 acres (1,0 km²) a Jouy-en-Josas. El 1967, la HEC va llançar els seus programes d'educació executiva. Les dones han estat acceptades a la HEC des del 1973. Només 27 dones van ser acceptades aquell any i la HEC jeunes filles (HECJF), una altra escola dedicada a les dones, va ser tancada. Les seves exalumnes són considerades oficialment graduades de la HEC, i inclouen a Édith Cresson, la primera dona primera ministra de França.
El curs de doctorat es va establir el 1975, però fins al 1985 els estudiants de doctorat havien de completar la seva tesi a la universitat. El 1985 l'HEC va obtenir el dret a atorgar el títol de doctor, abans que l'ESSEC (2010) i l'ESCP (2012).
L'escola ha desenvolupat càtedres finançades per empreses (Deloitte, EDF, Toshiba, etc.) per multiplicar els enllaços entre l'HEC i les empreses. La Fundació HEC, creada el 1972, té com a objectiu específic desenvolupar aquests vincles i el finançament de l'escola per part de les empreses.
Els vincles amb les empreses es van reforçar als anys 90 i això va donar lloc a una major especialització, amb la creació de cursos de finances i emprenedoria el 1986. Com a conseqüència del Big Bang financer i l'explosió de la City, cada vegada més graduats es van anar a treballar a Anglaterra i, en general, a l'estranger. El 2006, un terç va trobar la seva primera feina a l'estranger. El 2015, l'escola va adoptar un nou estatut jurídic per permetre que els inversors privats s'uneixin al consell d'administració.
El 1988, la HEC va fundar la xarxa CEMS amb Esade, la Universitat Bocconi i la Universitat de Colònia.
L'1 de juliol de 2008, la HEC Paris es va unir a ParisTech i després a la Universitat París-Saclay com a membre fundador. El campus universitari de Jouy-en-Josas, al departament de Yvelines, està situat a la part nord del pol tecnològic de París-Saclay, que agrupa una quarta part de la investigació pública francesa. HEC Paris forma part de la xarxa d'escoles superiors de comerç (ESC) de la regió París Illa de França, juntament amb ESSEC i ESCP Business School.
El 2016, l'escola va adoptar un nou estatut jurídic i es va convertir en una associació publicoprivada (École consulaire o EESC), finançada en gran part per la Cambra de Comerç pública de París.
El 2017, HEC va llançar una cartera de nous programes de doble titulació anomenats M2M amb l'Escola d'Administració de Yale, la Universitat de Ciència i Tecnologia de Hong Kong i la Fundació Getúlio Vargas.
Aquell mateix any, al març, l'escola va llançar el programa d'Executive Master in innovation & entrepreneurship en col·laboració amb Coursera.
El 15 de setembre de 2020, l'escola va cofundar amb l'Institut polytechnique de Paris el centre de recerca d'intel·ligència artificial Hi! PARIS.
L'octubre del 2023, l'escola va anunciar la creació d'un Bachelor of Arts a Dades, Societat i Organitzacions en col·laboració amb la Universitat Bocconi de Milà.
El desembre de 2024, la fundació va anunciar els resultats de la campanya 2019-2024 "Impact Tomorrow". Es van recaptar 213 milions d'euros, un rècord per a una gran escola francesa.

## Reputació i Rang o classificació
Des del 2019, HEC París ha estat classificada cada any com la millor escola de negocis europea pel Financial Times. El seu programa Master in Strategic Management ocupa el primer lloc en el rànquing QS. El seu mestratge en finances es classifica regularment en els dos primers llocs. El seu Master in Marketing també ocupa el primer lloc a nivell mundial.

## Programes
Els títols de grau en administració d'empreses a França s'organitzen a tres nivells que faciliten la mobilitat internacional: la llicenciatura, el màster i el doctorat. El grau exigeix obtenir 180 crèdits ECTS (batxillerat + 3); el màster, 120 crèdits ECTS addicionals (batxillerat + 5). HEC Paris ofereix un títol de grau des de l'octubre del 2023; el seu cobejat PGE (Programme Grande École) finalitza amb l'obtenció del títol de màster en Gestió (MiM). A més del PGE, els estudiants de HEC poden obtenir altres títols de màster, com ara l'MBA (batxillerat + 5) o el doctorat (batxillerat + 8).

### Bachelor in Data, Society and Organisations
Anunciada l'octubre de 2023, l'escola ofereix una llicenciatura en arts en col·laboració amb la Universitat Bocconi de Milà. Centrat en dades, societat i organitzacions, combina les ciències de les dades i les ciències socials. Els estudiants passen els tres primers semestres a Itàlia i els tres últims a França al campus de Jouy-en-Josas.

### Els cursos «Grande école»
Els cursos de la grande école HEC Paris permeten obtenir el Master of Sciences (MSc) in Management, considerat el millor master en administració i direcció d'empreses d’Europa pel Financial Times.
- Concurs d’accés. Els estudiants del Programa grande école d’HEC Paris es seleccionen mitjançant un concurs, considerat un dels més selectius del sistema educatiu francès. Les possibilitats d’accés són: 
  - Admissió a primer curs: després de tres anys de classes preparatòries, s'ofereixen 380 places pel concurs, per a 4000 candidats aproximadament. No es proposa cap llista complementària (és a dir, si un candidat rebutja la plaça obtinguda, aquella plaça queda buida i no s'ofereix als següents classificats del concurs).
  - Admissió a segon curs: el concurs d’admissió directa ofereix 50 places per a 1100 candidats, aproximadament. Poden participar-hi els millors estudiants de les universitats franceses, titulars, com a mínim, d’una llicenciatura.[26]
  - Admissions internacionals : Els candidats titulars d’una titulació no francesa poden accedir a HEC si són seleccionats per Servei d’Admissions Internacionals. Els millors estudiants d’algunes institucions líders europees, com ara ESADE, poden ser admesos directament al darrer any del programa grande école, gràcies a l'acord de Doble Diploma entre les universitats.[27]

HEC Paris ha produït més consellers delegats que qualsevol altra escola de negocis o universitat europea, i fins i tot es troba davant de totes les escoles de negocis i universitats dels Estats Units amb l'única excepció de la Universitat Harvard.

### MSc in International Finance (MIF)
El màster en Finances Internacionals ocupa el primer lloc a nivell mundial en programes de preexperiència (segons el rànquing FT de 2022). El primer semestre està dedicat a cursos bàsics i avançats, mentre que el segon semestre permet als estudiants triar entre una concentració d'assignatures optatives, així com una àmplia varietat d'assignatures optatives lliures.
El programa ofereix una varietat de tallers i esdeveniments amb bancs i empreses multinacionals, inclòs un viatge destudis a Londres, dissenyat per augmentar les oportunitats laborals i de networking.
Els estudiants poden triar entre (1) la carrera de negocis: dissenyada per a estudiants amb experiència en negocis, finances o comptabilitat; o (2) la carrera Accelerada: dissenyada per a estudiants amb experiència en un camp quantitatiu com ara matemàtiques, enginyeria, física i econometria.
Els estudiants de la carrera de Negocis i de la carrera Accelerada tenen accés al mateix grup d'assignatures optatives al semestre de primavera i tenen les mateixes oportunitats professionals al final del programa. En particular, tots dos tenen accés a una especialització en finances corporatives o una especialització en mercats de capital (semestre de primavera).
Segons la seva elecció, els estudiants tindran accés a una gamma específica de cursos bàsics i electius. Mentre que el primer semestre està dedicat a cursos bàsics i avançats, el segon semestre permet als estudiants triar entre una concentració de cursos electius i una àmplia varietat de cursos electius lliures.

### 12-24 months MSc / MS Programes
- MSc Consulting and Coaching for Change (amb la Universitat d'Oxford)
- MSc Innovation and Entrepreneurship (lliurat a través de Coursera)
- MSc International Finance
- MS/LL.M International Law and Management
- MSc Managerial and Financial Economics
- MSc/MS Marketing
- MSc/MS Media Art and Creation
- MSc Strategic Management
- MSc Sustainability and Social Innovation
- MSc X-HEC Data Science for Business (amb École polytechnique)
- MSc X-HEC Entrepreneurs (amb École polytechnique)

### Master of Business Administration (MBA)
El programa de MBA, creat el 1969, té dues convocatòries: setembre i gener. L'MBA de HEC consta d'un pla d'estudis de 16 mesos de durada, amb 8 mesos de cursos bàsics i 8 mesos d'un programa personalitzat, que inclou diverses opcions d'especialització, programes d'intercanvi i projectes de treball de camp. Una classe típica està composta per uns 250 estudiants, el 90% dels quals són estudiants internacionals, amb més de 52 nacionalitats representades a la classe de graduats de 2017. El procés de selecció busca un equilibri entre el rendiment acadèmic, l'experiència professional, lexposició internacional i la motivació personal. El coneixement del francès no és un requisit d'entrada, però es recomana que els participants tinguin un coneixement bàsic de francès al començament del programa d'MBA, mentre que s'ofereixen cursos d'idiomes obligatoris (durant els dos primers semestres bàsics) i opcionals a al llarg del programa. S'ofereixen programes d'intercanvi i de doble titulació amb al voltant de 40 escoles de negocis internacionals associades, entre les quals hi ha la Singapore Management University, HKUST, London Business School, Columbia Business School, Wharton i Yale.

### Educació executiva

#### Executive MSc in Innovation and Entrepreneurship
L'Executive Master Innovation & Entrepreneurship és un programa desenvolupat per HEC Paris en associació amb Coursera. El programa és 100% en línia i té com a objectiu formar executius especialitzats en aquestes dues àrees en 18 mesos. El curs es va inaugurar el març del 2017.

#### Executive MBA
Anteriorment anomenat Centre de perfectionnement aux affaires (fins a 2002), l'Executive MBA de HEC és un programa dirigit a alts executius. Es beneficia de la triple acreditació AACSB, AMBA i EQUIS. L'Executive MBA és un programa multiseu que s'ofereix a París (França), Pequín (Xina), Sant Petersburg (Rússia) i Doha (Catar). Els cursos es divideixen entre teoria, estudis de casos, projectes estratègics, formació en lideratge, campus comunitari de la UE i intercanvis a l'estranger als Estats Units i Àsia. Les universitats associades al programa són NYU, UCLA, Babson College als Estats Units, Tsinghua University a la Xina i Nihon University al Japó.

#### TRIUM Global Executive MBA
HEC també ofereix el programa TRIUM Global Executive MBA amb la col·laboració de l'Escola de Negocis Stern de la Universitat de Nova York i l'Escola d'Economia de Londres. Està dividit en sis mòduls que s'imparteixen a cinc seus empresarials internacionals durant 16 mesos.

### Programa de doctorat
El programa de doctorat en gestió de HEC Paris ofereix formació per a carreres en recerca i al món acadèmic. Ofereix 7 especialitzacions i sol trigar entre 4 i 5 anys a completar-se. Les especialitzacions que s'ofereixen són comptabilitat i control de gestió, economia i ciències de la decisió, finances, sistemes d'informació i gestió d'operacions, gestió i recursos humans, màrqueting i estratègia i política empresarial. Al desembre de 2020, hi ha 59 estudiants al programa, que representen 18 nacionalitats. Més del 90% dels estudiants s'incorporen a una carrera acadèmica en acabar. Tots els estudiants de doctorat reben una exempció total de la matrícula, una beca de cinc anys per cobrir el cost de la vida i el finançament per a la recerca.

## Cursos en línia oberts massius
HEC Paris també participa a la nova onada d'aprenentatge a distància, creant els seus propis cursos de formació en línia a través de MOOC.
Actualment, hi ha diversos MOOC disponibles, entre ells: "Become a changemaker, build a career with purpose and impact" i "Creating and Developing a Tech Startup".
Accessibles a través de Coursera, es poden combinar per obtenir un Certificat en innovació, emprenedoria, lideratge o gestió.

## Recerca
El 15 de setembre de 2020, l'escola va cofundar amb Institut polytechnique de Paris el centre de recerca en intel·ligència artificial Hi! PARIS.
L'Escola compta amb tres centres de recerca més: el Society & Organizations Institute, l'Innovation & Entrepreneurship Institute i el GREGHEC (Groupement de Recherche et d’Etudes en Gestion à HEC Paris). Groupement de Recherche et d’Etudes en Gestion à HEC (GREGHEC) és un laboratori de recerca conjunt CNRS – HEC Paris. Està ubicat al campus de HEC a Jouy-en-Josas. El laboratori GREGHEC basa la seva investigació al voltant de la gestió i també realitza diversos estudis interdisciplinaris. La investigació se centra especialment en l'economia i les ciències de la gestió.
L'escola ofereix des de fa més de 40 anys una titulació en emprenedoria, amb la creació el 1977 de HEC Entrepreneurs, que avui ha esdevingut el MSc X-HEC Entrepreneurs, en col·laboració amb l'École polytechnique. Des de la creació de HEC Entrepreneurs, els antics alumnes de HEC han creat més de 600 empreses. Entre el 2004 i el 2013, el percentatge d'emprenedors per classe va passar del 10% al 25%. El 2007, HEC Paris va crear Incubateur HEC Paris, la seva incubadora de startups dedicada a donar suport a les startups creades per antics alumnes. Actualment dirigida per Antoine Leprêtre, la incubadora forma part del campus de Station F des del 2017. Des del 2017, l'escola també ofereix un màster en línia dedicat a aquest tema.

## Alumnes famosos

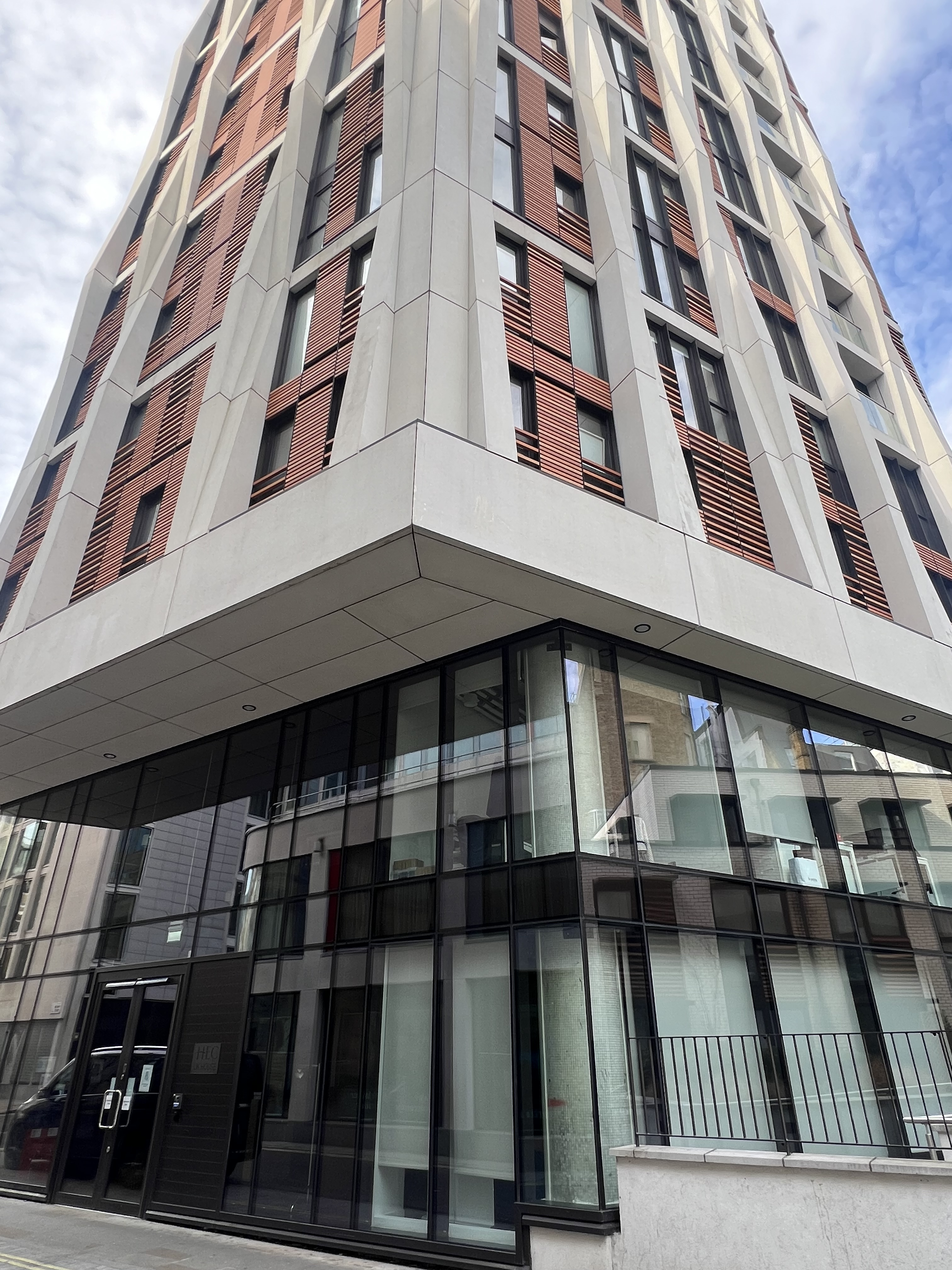
HEC UK House en Londres

- Jean-Paul Agon
- Claire Chazal
- Roland Garros
- François Hollande
- Dominique Strauss-Kahn

## A la cultura popular
La institució apareix en nombroses obres. Association de malfaiteurs, una pel·lícula de Claude Zidi de 1987, presenta antics alumnes.